# Daniil Kornjušin
Daniil Aleksandrovič Kornjušin (in russo Даниил Александрович Корнюшин?; Stavropol', 8 ottobre 2001) è un calciatore russo, difensore dello Šinnik.

## Carriera
Cresciuto nel settore giovanile del Krasnodar, dopo una breve esperienza in prestito al Volgar' Astrachan', in seconda divisione, il 15 agosto 2021 ha esordito in prima squadra, in occasione dell'incontro di campionato vinto 3-2 contro l'Arsenal Tula. Nel 2022 è stato acquistato dal Nižnij Novgorod.

## Statistiche

### Presenze e reti nei club
Statistiche aggiornate all'8 agosto 2022.
| Stagione        | Squadra            | Campionato      | Campionato | Campionato | Coppe nazionali | Coppe nazionali | Coppe nazionali | Coppe continentali | Coppe continentali | Coppe continentali | Altre coppe | Altre coppe | Altre coppe | Totale | Totale |
| Stagione        | Squadra            | Comp            | Pres       | Reti       | Comp            | Pres            | Reti            | Comp               | Pres               | Reti               | Comp        | Pres        | Reti        | Pres   | Reti   |
| --------------- | ------------------ | --------------- | ---------- | ---------- | --------------- | --------------- | --------------- | ------------------ | ------------------ | ------------------ | ----------- | ----------- | ----------- | ------ | ------ |
| 2018-2019       | Krasnodar-3        | 2D              | 8          | 1          |                 | -               | -               |                    | -                  | -                  |             | -           | -           | 8      | 1      |
| 2019-2020       | Krasnodar-3        | 2D              | 9          | 1          |                 | -               | -               |                    | -                  | -                  |             | -           | -           | 9      | 1      |
| lug.-dic. 2020  | Volgar' Astrachan' | 1D              | 10         | 0          | CR              | 1               | 0               |                    | -                  | -                  |             | -           | -           | 11     | 0      |
| gen.-giu. 2021  | Krasnodar-3        | 2D              | 1          | 0          |                 | -               | -               |                    | -                  | -                  |             | -           | -           | 1      | 0      |
| gen.-giu. 2021  | Krasnodar-2        | 1D              | 15         | 0          |                 | -               | -               |                    | -                  | -                  |             | -           | -           | 15     | 0      |
| 2021-2022       | Krasnodar-2        | 1D              | 14         | 2          |                 | -               | -               |                    | -                  | -                  |             | -           | -           | 14     | 2      |
| 2021-2022       | Krasnodar          | PL              | 3          | 0          | CR              | 2               | 0               |                    | -                  | -                  |             | -           | -           | 5      | 0      |
| 2022-2023       | Nižnij Novgorod    | PL              | 4          | 0          | CR              | 0               | 0               |                    | -                  | -                  |             | -           | -           | 4      | 0      |
| Totale carriera | Totale carriera    | Totale carriera | 64         | 4          |                 | 3               | 0               |                    | -                  | -                  |             | -           | -           | 67     | 4      |